# 自転車歩行者道

普通自転車等及び歩行者等専用 (325の3)（道路標識）

自転車歩行者道（じてんしゃほこうしゃどう）とは、日本の道路法令の一つである道路構造令の用語で、「自転車の交通を前提とし、車道に併設にした幅の広い歩道」を指す。法文上は、「専ら自転車及び歩行者の通行の用に供するために、縁石線又はさくその他これに類する工作物により区画して設けられる道路の部分」（令第2条第1項第3号）を指す。
これは道路交通法の「自転車通行可の歩道」とは厳密には概念上異なるが、本項ではこちらの歩道も併せて扱い、両者を区別しない場合には略して「自歩道」と呼ぶ。また海外の類似の自転車歩行者道も併せて説明する。

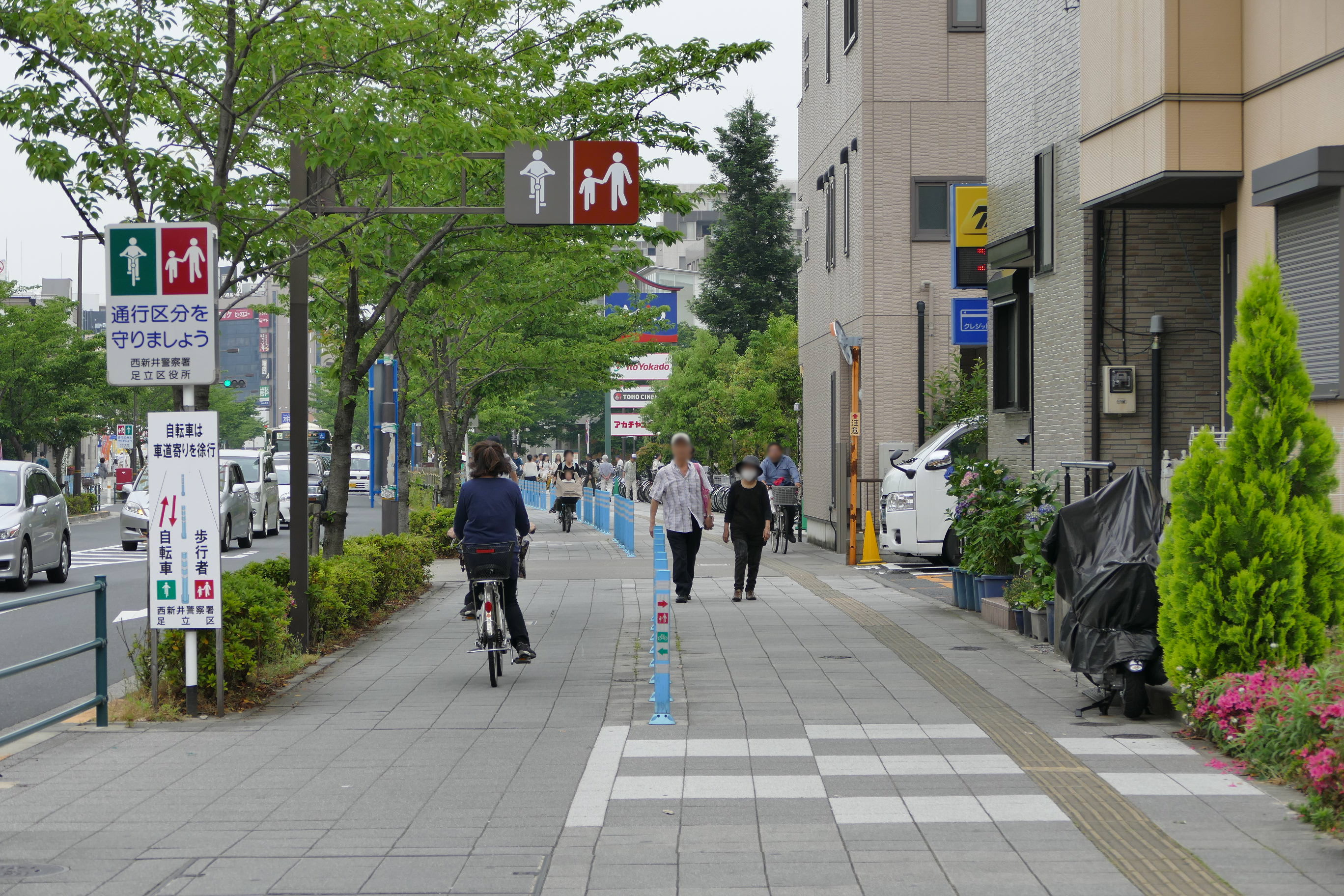

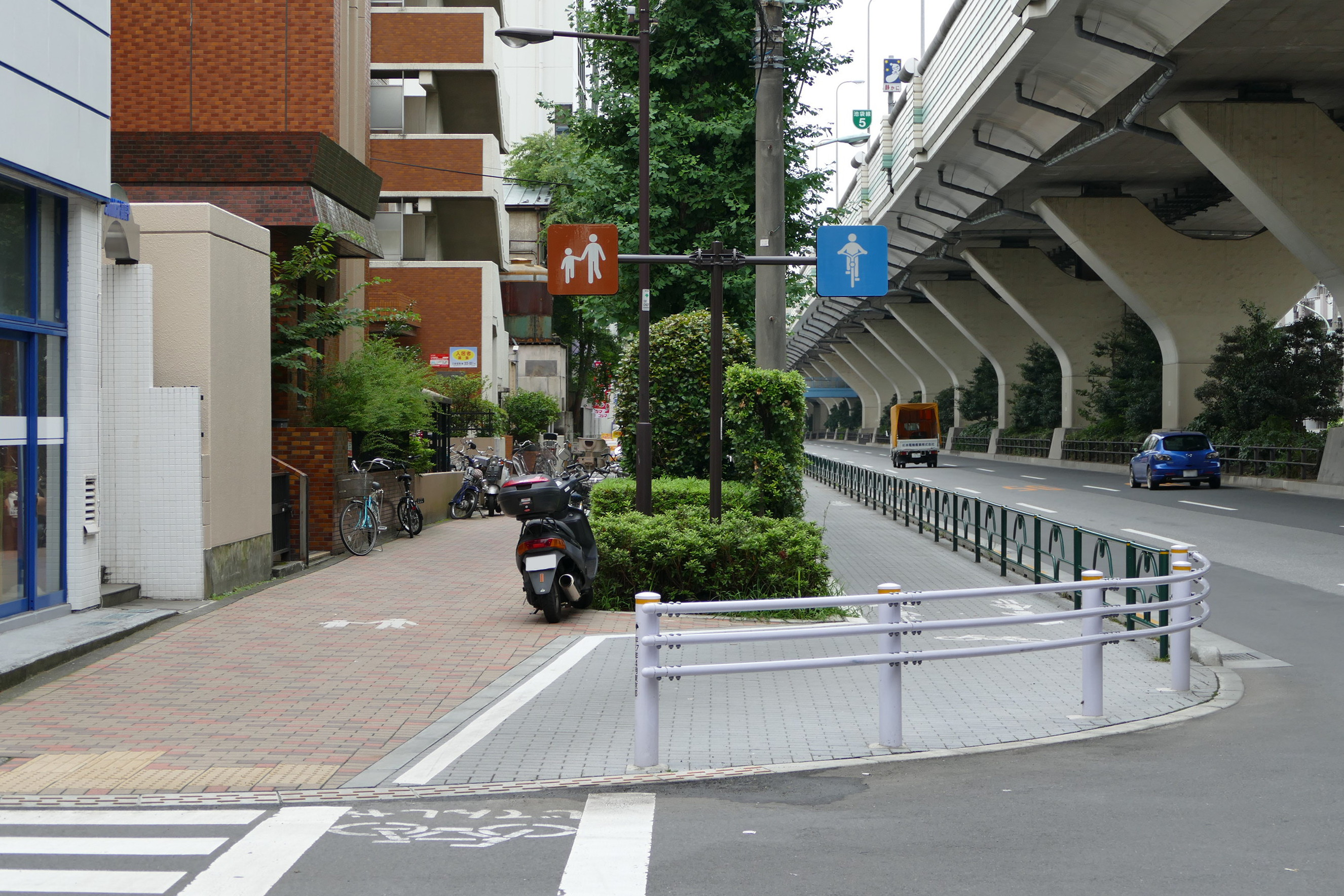

なお上記に対して、道路法の「自転車歩行者専用道路」は独立した専用道路である点が異なり、道路の部分として車道に併設される歩道ではない。
上記のいずれにも「自転車及び歩行者専用（325の3）」の道路標識が設置される。

## 概要
自転車歩行者道は、「及び歩行者」という文言が加えられていることを除いて、定義が道路構造令の自転車道と同じである。また「自転車道の整備等に関する法律」における自転車道の定義に含められている。しかし道路交通法とその関係法令では、この用語は使われず、歩道として扱われ、実態としても一般の歩道と顕著な違いがない場合が多い。
一般に道路管理者が設置・改築した自転車歩行者道について、交通管理者（公安委員会）が道路交通法第63条の4第1項第1号の道路標識等により「普通自転車が歩道を通行することができることとする」指定（交通規制）を行う形をとる。「普通自転車歩道通行可」の指定は、自転車歩行者道として設計されたことを要件とはしないため、自転車歩行者道ではない既存の歩道に「普通自転車歩道通行可」の指定が行われることがある。逆に自転車歩行者道が「自転車通行可」とならない場合もあり得る。
しかし利用者にとって「自転車及び歩行者専用」の道路標識等の設置された歩道が自転車歩行者道として設計されたものか否かを判別することは困難であり、その違いが利用実態になんら影響を与えないことから、自転車歩行者道と自転車通行可の歩道は特に区別されない場合が多い。

## 設置、指定基準
自転車歩行者道の幅員は、「歩行者の交通量が多い道路にあつては四メートル以上、その他の道路にあつては三メートル以上」（道路構造令第10条の2第2項）とされている。1970年から1993年までは「二メートル以上」とされていた。
自転車通行可の歩道は、以下の条件により指定される。
1. 歩行者の通行及び沿道の状況から、歩行者の通行に支障がないと認められること。
2. 縦断勾配がおおむね10パーセント未満で、自転車の通行に危険がないこと。
3. 原則として歩道幅員が2メートル以上（ただし橋梁・高架道路・トンネル内等で特に必要がある場合は1.5メートル以上）あること。

歩道通行部分の指定は「歩道幅員がおおむね 4.0メートル以上の道路で、かつ、歩行者の通行に特に支障が認められない」ことを要件としている。
2011年には普通自転車歩道通行可とする歩道の幅員を原則3メートル以上とし、幅員が3メートル未満の幅員の歩道について歩道通行可の指定を見直すよう警察庁より都道府県警察に通達が出された。

## 歴史
1960年代、急激なモータリゼーションの進展に伴い交通事故が急増したことにより、道路法令や交通法令が改正されることとなった。また自転車関連団体や利用者側から自転車専用道路・自転車道の設置・法制化を求める運動が起こったこともあり、自転車に関わる規定の新設や改定も行われた。その一環として1970年に道路構造令が改正され、自転車道とともに自転車歩行者道の規定が盛り込まれた。一連の法令改正・制度変更は、自転車を自動車交通から分離する考え方が基調となっている。これは自転車の安全を図るためとされ、当時は事故防止対策として自明の理と考えられていた。実際、自転車通行可の歩道が増えるに従って対自動車の左折事故における自転車利用者の死亡率は低下している。このほかに混合交通下における自動車交通の処理能力の低下を防ぐことも意図された。当時、歩道の設置すら十分でないとされた状況にあって、自転車道など自転車専用の通行空間よりも歩道の設置が優先された。

### 自転車の歩道通行の要件緩和
一方で、自転車の歩道通行に関しては、同じ1970年の道路交通法改正によって緊急措置として正式に法的根拠が与えられた後、1978年改正により“歩道に上げる”自転車の要件を定めた普通自転車という概念が導入され、通行方法などの規定も具体化された。その結果、道路整備の面でも利用実態の面でも自転車の歩道通行が定着していく。1982年には、自転車歩行者道の設置要件から歩行者の交通量に関する規定が消えた。これまで自転車歩行者道の設置と普通自転車歩道通行可の規制対象区間は増え続けている。
2007年の道路交通法改正により、道路標識等により通行可とされている場合のほか、次の2つの場合にも普通自転車の歩道通行が認められた。
- 普通自転車の運転者が12歳以下の子供、70歳以上の者または身体障害者福祉法別表に定める障害を持つ者である場合

- 「車道等の状況に照らして自転車の通行の安全を確保するため、歩道を通行することがやむを得ないと認められる」場合

なお、上記に該当するとされる場合であっても、警察官等が現場において当該歩道を通行してはならない旨を指示した場合は、通行できない。
この法改正に合わせて定められた「自転車安全利用五則」などで、「自転車は、車道が原則、歩道は例外」であることを確認したものの、歩道通行の要件は事実上緩和された。
この一方で、2011年10月には普通自転車歩道通行可とする歩道の幅員を原則、従前の2メートル以上から3メートル以上とし、幅員が3メートル未満の歩道について歩道通行可の指定を見直すよう警察庁から都道府県警察に通達が出された。

## 整備延長
2006年4月現在、自転車歩行者道の総延長は7万2119キロメートルに及び、自動車交通から分離された自転車走行空間（＝自転車道の整備等に関する法律にいう自転車道）の総延長7万8638キロメートルのうち、91.7%を占めるまでになった。また、自転車通行可の歩道の延長は6万8992.6キロメートルであり、歩道の総延長15万5786キロメートルの44.2%を占める。

## 自転車の通行方法
自歩道における自転車の通行方法は道路交通法第63条の4に規定される。以下本項では特記のない条文番号は道路交通法のものを指す。
普通自転車は原則として、歩道の中央から車道寄りの部分を徐行しなければならない。歩行者の通行を妨げる場合は自転車が一時停止しなければならない（第63条の4第2項）。なお法令上、歩道での双方向通行を制限する規定はない。
道路交通法の「自転車道（狭義）」がある場合には、普通自転車は原則としてその他の道路の部分を通行できない（法第63条の3）。これは歩道にも適用されるため、自転車歩道通行可の歩道も原則として通行できない。一方、自転車歩道通行可の歩道の存在により、その道路の車道など他の部分の通行を禁止する規定は一切ないため、自転車は（前述の場合を除き）車道通行と歩道通行のいずれかを選択するかは任意である。ただしこれらとは別個に「自転車通行止め (309)」などの道路標識により、自転車の通行自体が禁止される場合がある。

### 普通自転車通行指定部分

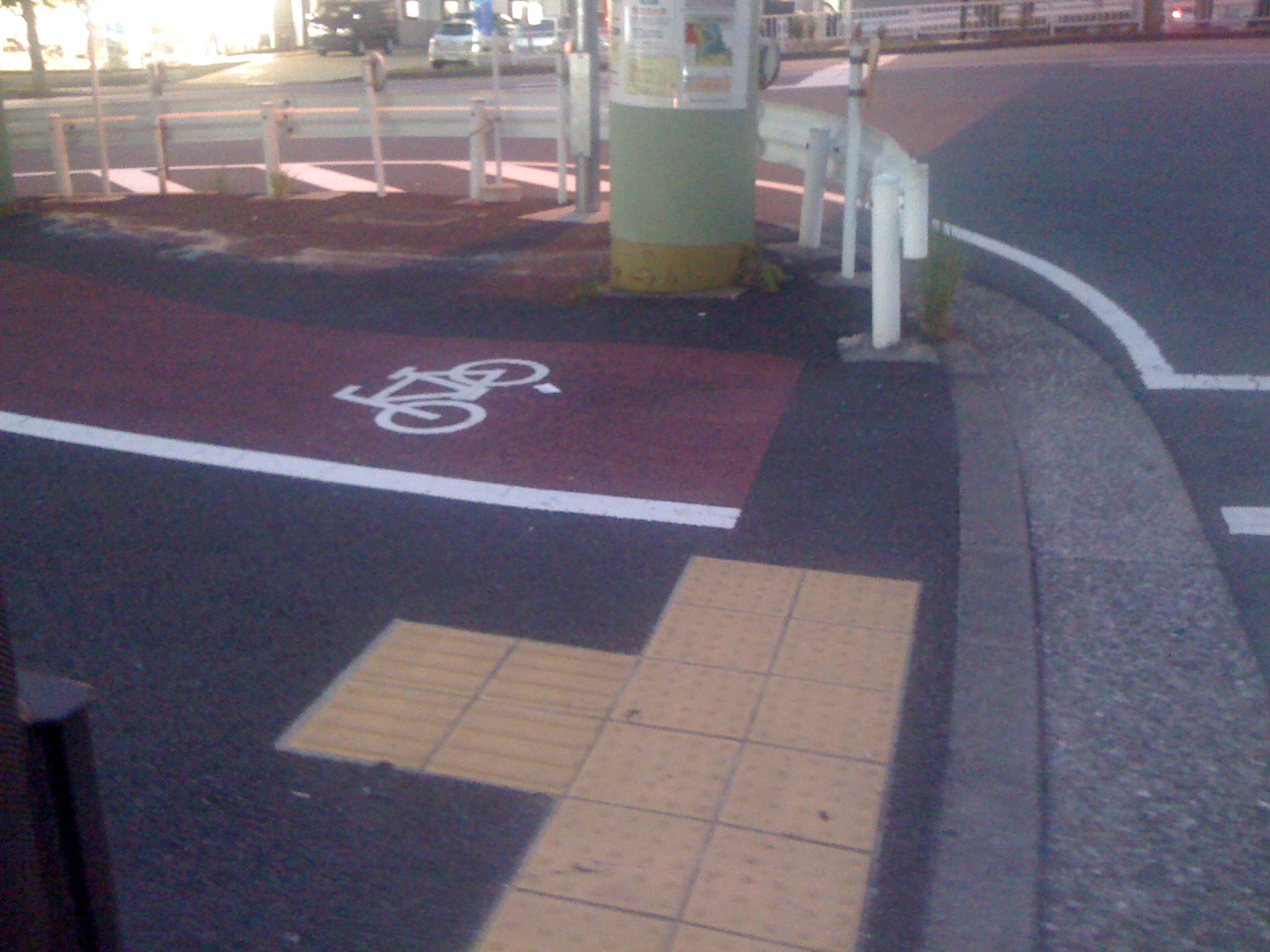
「普通自転車の歩道通行部分」は歩道の車道寄りの位置に設置される。塗色に関する規定は無いため、この写真と異なる配色や、塗色のないのものもある。

歩道に白線と自転車の記号からなる道路標示「普通自転車の歩道通行部分（114の3）」、第63条の4第2項にいう「普通自転車通行指定部分」がある場合、行政当局が「視覚的分離」などと称していることがある。この部分は、あくまで歩道の一部分であり、普通自転車の「通行すべき部分」を示しているに過ぎないが、この指定部分がある場合は、いかなる普通自転車もこの指定部分を外れて通行してはならない。
歩行者にはこの部分をできるだけ避けて通行するよう努力義務を課している（第10条第2項）ものの、歩行者がこの部分を通行することは禁じられていない。自転車は、この部分を通行しまたは通行しようとする歩行者がいない場合に限って、「安全な速度と方法で」通行できる（第63条の4第2項）。歩行者がいる場合に徐行・一時停止の義務を負う点に変わりはない。
2007年の道路交通法改正以前は、普通自転車通行指定部分においても一律に徐行する義務があったが、改正で上記のように「安全な速度と方法で」通行できるとされた。また歩行者に対して普通自転車通行指定部分をできるだけ避けて通行するよう求める規定も同改正で盛り込まれた。

## 自歩道の意義と問題点

### 事故死者数の大幅減少と交通分担率の維持
国土交通省と警察庁が共同で設けた「安全で快適な自転車利用環境の創出に向けた検討委員会」が2012年にまとめた提言書では、自転車の歩道通行を可能にして自動車から分離したことで、自転車乗車中の死亡事故が大幅に減少し、自転車の交通分担率も高く維持されたと指摘されている。

### 本来整備すべきインフラからの逸脱
自歩道は、本来歩行者のために設置される歩道を、自転車交通にも供する（自転車を“歩道に上げる”）ものである。これは歩行者の権利を侵害し安全を脅かすものとして、早くから問題が指摘されてきた。自転車の歩道通行が認められる1970年以前にも、自転車の安全通行をはかるためには「歩道に分離線を引いただけでも目的はほぼ達せられる（もっともこれは暫定的措置であって、自転車にとっても歩行者によっても最終的に好ましい姿とはいえない）。」との指摘があった。
その後、都市の限りある道路空間に自転車専用の通行空間（自転車道や自転車専用通行帯）を設置することは極めて困難であるとの認識から、自転車道設置推進運動の中心的役割を担った自転車道路協会も、現実的には自歩道が不可欠であるとした。しかし自転車専用の通行空間をつくる余地はないとされてきた一方で、自動車等のための車道と、歩行者と自転車が混在する歩道は、多くの場所で新設あるいは拡幅されてきた。

### 快適性の低さ
自転車（特に、タイヤが細く路面の凹凸に弱いロードバイク）にとって自歩道は、段差が頻繁に現れ舗装が必ずしも走行に適していないというハード的な問題がある上、歩行者を優先するために徐行や一時停止が求められることから、本来の性能を発揮した走行ができず快適性を大いに損なう。このことは安全性とトレードオフの関係として捉えられた。

### 走行性能の低い自転車の普及
日本の一般用自転車シティサイクル（いわゆる“ママチャリ”）は、歩道通行にともなうこれらの悪条件に特化する形で、欧米の一般用自転車とは異なる独自の進化を遂げたとする見方もある。ただし、ママチャリの原型は歩道通行が認められる以前の1956年に、20代主婦という新規需要の開拓を目的に開発・販売された自転車であり、その構造は女性にとっての乗りやすさ、使いやすさを追求した結果である。また、ダッチバイク（omafiets）と呼ばれるオランダの自転車も直立した乗車姿勢と重い車体が特徴で、日本のママチャリと基本的には同じである。

## 安全性に関する議論

### 対自動車の事故リスク
自転車が自歩道を通行することは、車道走行よりも安全性が高いと一般に思われることが多い。この通念に対して、2006年に警察庁の設置した自転車対策検討懇談会は、「自転車の歩道通行は自転車とクルマの衝突事故の重要な原因」であると指摘している。ただし、その記述は北米の一般向け自転車安全運転冊子のものであり、それ自体には科学的な根拠や論文等の出典が書かれていない。

#### 海外の研究状況
歩道通行の安全性を自転車通行台数当たりの事故件数で評価した研究には、カリフォルニア州パロアルトの幹線道路の交差点を対象にしたWachtel & Lewiston (1994) があり、歩道通行のリスクは車道通行の1.8倍と報告している。この研究についてLusk et al. (2011) は、交差点以外の単路では車道通行の方がリスクが高く、その分を考慮すれば歩道通行と車道通行のリスクに有意差はないとの推計を示している。
トロントとバンクーバーを調査対象にしたTeschke et al. (2012) は、「自転車インフラがなく路上駐車の発生している幹線道路の車道」を基準に14種類の通行空間の事故リスクを計算しているが、歩道はオッズ比に有意差が見られない (Adjusted OR: 0.87 [95% CI: 0.47–1.58])。なお、この調査では自転車道が際立って高い安全性 (Adjusted OR: 0.11 [95% CI: 0.02–0.54]) を示している。

#### 日本国内の研究状況
日本では1995年に警視庁交通部が同じく通行台数当たりの事故件数を調査しており、Wachtel & Lewiston (1994) とは逆に車道通行は歩道通行の58.8倍危険と推計している。ただしこの論文では、交差点内で発生した事故の取り扱いが不明である他、歩道と車道それぞれの自転車通行台数を計測した地点が主要幹線道路同士の交差点に限られている。
自転車対策検討懇談会が2006年にまとめた提言書は、平成17年中に発生した自転車対車両の死亡事故について、歩車道の分かれた道路では、交差点事故の43％が自転車が車道から進入したものであること、単路事故（横断中を除く）の74％が車道上であることを指摘し、自転車の通行空間を一律に車道とすることは現実的ではないとまとめている。
2015年には科警研が千葉県東葛地域を対象に、歩道と車道それぞれの自転車通行台数（自動車で走行しながら遭遇した台数）と自転車対四輪車の事故件数を調査して事故発生確率を求めている。この調査は歩道のある路線の単路部で発生した事故のみを対象にしているが、四輪車が路外の駐車場等に出入りする際の事故も含まれている。結果は全ての分析項目で車道通行の方が事故率が高いというもので、左側通行を守ったとしても歩道より車道の方が危険だとしている。

### 対歩行者の事故リスク
2007年に国土交通省と警察庁が共同で設置した「新たな自転車利用環境のあり方を考える懇談会」は、その最終報告で「自転車の安全を確保するために、幅員の広い歩道である自転車歩行者道を中心とした歩行者・自転車が混在することを前提とする空間の整備が全国的に行われてきた。そのことが、歩道上での歩行者対自転車の事故増加の一因となっているものと考えられる」と指摘している。
なお、自転車対歩行者事故の発生地点を分析した調査では、歩車道の区分のある道路では両者ともに歩道を通行中だった事故は全体の約半数であり、残りは交差点内や車道上で発生している。同資料は、歩行者が横断歩道を横断中の事故では自転車の信号無視が、歩行者が横断歩道外を横断中の事故では歩行者の飛び出しが多いとも指摘している。

### 双方向通行に起因する事故リスク
自歩道では自転車の双方向通行が禁じられていない（普通自転車歩道通行可を示す標識は通常、1本の支柱の両面に設置されている）ため、道路右側の自歩道を通行することも可能である。
自転車が道路右側の自歩道を通行した場合、出合い頭事故の原因になること、自歩道上に障害物があった時や自歩道が途切れた先でそのまま路側帯または車道に進入して走行すると逆走という違法かつ危険な行為になること、高齢者・乳幼児連れ・視覚障害者といった歩行者にとって自転車がどちらから来るか分からず大きな脅威になることから、自歩道であっても右側通行は好ましくないとする主張もある。
一方で、自転車に右側歩道の通行を認めることで車道の横断回数が減り、A地点からB地点に移動する行程全体で自転車が事故に遭遇するリスクは却って低下する可能性があるとも指摘されている。また出会い頭事故についても、歩道の中の車道寄り部分を通行している自転車は通行方向に関わらず、車道左側通行と事故リスクが同等であるとする調査結果がある。

## 海外の自転車歩行者道
車道に併設された通行空間を自転車と歩行者が共用する形態は日本独自のものであるとされている。しかし実際には、日本の自歩道と同様の通行空間は諸外国にも見られる。

### ドイツ
日本の自転車歩行者道に類似したものとして、通行区分のある歩行者自転車道（getrennte Geh- und Radwege）、共用の歩行者自転車道（gemeinsame Geh- und Radwege）、自転車通行可の歩道（für den Radverkehr freigegebene Gehwege）が存在する。ベルリン市内では、共用の歩行者自転車道の整備延長は2012年時点で100キロメートルと、自転車道（662キロメートル）、車道上の自転車レーン（174キロメートル）に次いで3番目に多い。ただし自転車道と自転車レーンの整備延長が年々増加してきているのに対し、共用の歩行者自転車道の延長は変化していない。この他、法的には自転車道（Radwege）とされる通行空間の中にも、歩道との物理的な区分が曖昧で、構造的には日本の自転車歩行者道に近いものがベルリンやハンブルクに存在する。

### ノルウェー
自転車レーンがない場合は自転車の歩道通行が認められている。オスロでは市内の自転車インフラの大部分は車道端の自転車レーンか自転車歩行者共用道である。トロンハイムでは大部分の自転車利用者が歩道を通行しており、車道を通行するのは高速走行する一部の層に限られている。

### フランス
一部の自転車道（piste cyclable）は歩道と同一平面を白線で区切るなどした簡素な構造であり、フランス各地に整備事例が見られる。

### イタリア
歩道に隣接した自転車道（pista ciclabile contigua al marciapiede）が日本の自転車歩行者道に近い構造で、ボローニャに整備事例がある。

### イギリス
自転車と歩行者の共用道（shared-use path）がロンドンやブリストルに存在する。またカムデン区では2017年、shared-use pathではない歩道であっても、道路状況に照らして自転車の歩道通行が止むを得ないと判断した場合は取り締まりを行わないとの方針を警察が発表した。

### オーストラリア
ビクトリア州とニューサウスウェールズ州を除く全ての州が自転車の歩道通行を、子供に限らず全ての年齢の自転車利用者に許容している。ニューサウスウェールズ州も2018年の法改正で自転車の歩道通行を許容する年齢を、従来の12歳未満から17歳未満に拡大した。現地のアドボカシー団体はこの改正を、適切な自転車インフラが整備されるまでの経過措置として歓迎している。

### アメリカ
自転車の歩道通行は25の州で認められており、明示的に禁止している州は8州に限られる他、歩道通行の可否が未定義または不明瞭な州が18州ある。インフラ面では、郊外道路で車道に併設される自転車と歩行者の共用道がsidepathと呼ばれ、テキサス州やミシガン州に整備事例がある。なお、アメリカではイギリスと異なり、shared-use pathは車道併設ではない独立の自転車歩行者道路の呼称である。

### オランダ
オランダでは自転車と歩行者の共用通行空間は稀であるが、歩道がない場合、歩行者は自転車道を通行することと交通法（RVV 1990、第4条第2項）で規定されているので、歩道のない郊外の道路では自転車道（fietspad）が事実上の自歩道として機能する。このような環境では歩行者が極めて少ないので通常はほとんど問題にならないとされている。市街地の道路では自転車道が歩道と同一平面上にあって両者の区分が目立たない場合があり、物理的な実態としては日本の自転車歩行者道に近い。